# Sytë
SYTË – kosowski zespół indie popowy założony w Prisztinie w 2018 przez Nite Kaje i Drina Tashiego. Obecnie działa w Nowym Jorku w Stanach Zjednoczonych.

## Historia
SYTË (co oznacza „oczy” w języku albańskim) powstało w 2018 w Prisztinie w Kosowie z inicjatywy wokalistki Nity Kaji i producenta Drina Tashiego. Duet wkrótce rozrósł się do czterech członków, gdy do zespołu dołączyli Fatlind Ferati i Granit Havolli. Ich pierwszym wydawnictwem jest minialbum zatytułowany EP, który ukazała się 12 lipca 2018.
Singiel zespołu The End znalazł się na liście „Top Awards” albańskiej listy przebojów w styczniu 2021.

## Dyskografia

### Albumy studyjne
- Divine Computer (2020)

### Minialbumy
- EP (2018)
- You Know That, Right? (2023)